# Estérel
Estérel är en stad (kommun av typen ville) i provinsen Québec i Kanada. Den ligger i regionen Laurentides, i den sydöstra delen av landet, 150 km nordost om huvudstaden Ottawa.